# Siggi Schwientek
Siegfried „Siggi“ Schwientek (* 6. August 1952 in Alfeld) ist ein deutscher Schauspieler.

## Leben
Nach einer Lehre als Schaufenstergestalter arbeitete er zwischen 1972 und 1976 als Bühnentechniker in verschiedenen Theatern, so am Theater Neumarkt Zürich, dem Zimmertheater Tübingen und bei der Freien Theatergruppe. Danach debütierte er als Schauspieler am Stadttheater Freiburg, wo er bis 1980 unter Vertrag stand. In den Jahren 1980 bis 1984 war er an den Städtischen Bühnen in Frankfurt am Main (Diener Jepichodow in Anton Tschechows "Der Kirschgarten") sowie am Staatstheater Kassel engagiert. Von 1986 bis 1988 war er als freier Schauspieler in Kassel, am Schauspielhaus Zürich und in Folge fest engagiert am Stadttheater Basel und am Deutschen Schauspielhaus Hamburg tätig. Schwientek verkörperte hier u. a. den Mephisto in Christoph Marthalers Goethe-Adaption. Seit 2000 ist er am Schauspielhaus Zürich engagiert.
Neben seiner Theaterarbeit übernahm er auch Rollen in Film und Fernsehen und spielte unter der Regie von Paulus Manker im Kinofilm Schmutz an der Seite von Fritz Schediwy, sowie unter Helmuth Lohner im Krimi Mörderischer wohnen – Der Tod des letzten Mieters (neben Christian Quadflieg), neben Joachim Król im Drama Die Unschuld der Krähen und in der Fernsehreihe Polizeiruf 110.
Er ist der Bruder des Schauspielers Norbert Schwientek.

## Filmografie
- 1985: Schmutz – Regie: Paulus Manker
- 1994: Wachtmeister Zumbühl – Regie: Urs Odermatt
- 1996: Polizeiruf 110: Kleine Dealer, große Träume – Regie: Urs Odermatt
- 1997: Bella Block: Tod eines Mädchens
- 2008: Tag und Nacht – Der verlorene Sohn – Regie: Sören Senn

## Hörspiele
- 1999: Dagmar Scharsich: Salve! (Sperling) – Regie: Barbara Plensat (Kriminalhörspiel – NDR)